# Shahid Bhagat Singh Nagar
Der Distrikt Shahid Bhagat Singh Nagar (Panjabi ਸ਼ਹੀਦ ਭਗਤ ਸਿੰਘ ਨਗਰ ਜ਼ਿਲ੍ਹਾ), bis 2008 Distrikt Nawanshahr, ist ein Distrikt im nordindischen Bundesstaat Punjab. Sitz der Verwaltung ist die Stadt Nawanshahr.

## Geschichte
Der Distrikt Shahid Bhagat Singh Nagar entstand 1995 aus Teilen der Distrikte Hoshiarpur und Jalandhar. Der Distrikt trug zunächst den Namen „Nawanshahr“, bis er am 1. Oktober 2008 nach dem indischen Freiheitskämpfer Bhagat Singh benannt wurde.

## Bevölkerung
Die Einwohnerzahl liegt bei 612.310 (2011). Die Bevölkerungswachstumsrate im Zeitraum von 2001 bis 2011 betrug 4,23 %. Shahid Bhagat Singh Nagar hat ein Geschlechterverhältnis von 954 Frauen pro 1000 Männer und damit einen für Indien üblichen Männerüberschuss. Der Distrikt hat eine Alphabetisierungsrate von 79,78 % im Jahr 2011, eine Steigerung um knapp 3 Prozentpunkte gegenüber dem Jahr 2001. Die Alphabetisierung liegt damit über dem regionalen und nationalen Durchschnitt. Knapp 65,6 % der Bevölkerung sind Hindus, 31,5 % sind Sikhs, 1,1 % sind Muslime, 1,0 % sind Buddhisten, 0,2 % sind Christen, 0,1 % sind Jainas und 0,5 % gaben keine Religionszugehörigkeit an.
Knapp 20,5 % der Bevölkerung leben in Städten.